# 24-я танковая бригада (2-го формирования)
24-я танковая Краснознамённая ордена Суворова бригада — танковая бригада Красной Армии в годы Великой Отечественной войны.
Условное наименование — войсковая часть полевая почта (в/ч пп) № 20644.
Сокращённое наименование — 24 тбр.

## История формирования
13 сентября 1941 года на базе 105-й танковой дивизии была сформирована 146-я танковая бригада. С 6 по 18 октября 1941 года бригада была переформирована в Горьковском автобронетанковом центре в Сормово по штатам № 010/75 — 010/83 и 010/87 от 13 сентября 1941:
- Управление бригады — 54 чел.
- Рота управления — 175 чел.
- Разведывательная рота — 107 чел.
- 24-й танковый полк — 422 чел. (командир — полковник В. К. Бородавкин; начальник штаба — капитан Д. В. Нагирняк)
  - 1-й танковый батальон
  - 2-й танковый батальон
- Мотострелково-пулемётный батальон (после 10.08.1943 — Моторизованный батальон автоматчиков) — 422 чел. (командир — капитан Масленников; комиссар — политрук Данильчук)
- Зенитный дивизион (командир — старший лейтенант С. И. Копыльский; комиссар — старший политрук С. Т. Ананьев)
- Ремонтно-восстановительная рота — 91 чел.
- Автотранспортная рота — 62 чел.
- Медико-санитарный взвод — 28 чел.

Командиром бригады назначен полковник В. П. Зелинский, начальником штаба — майор Г. Я. Сапожков, комиссаром — С. К. Романов.
В октябре 1941 года на вооружение 24-й и 25-й танковых бригад было направлено 28 линейных Т-34 и 23 Т-34 с радиостанцией производства Сталинградского тракторного завода. На начало октября 1941 года в бригаде имелось 44 танка: Т-34 — 18, Т-60 — 22, Т-26 — 2, БТ-5 — 2; БА — 2, мотоциклов — 30, тракторов — 14, ЗИС-5 — 54, ГАЗ-АА — 150, ГАЗ-ААА — 5, штабная — 1, санитарная — 1, легковых — 12, зенитных пушек — 8, 57-мм пушек — 8.
На 18 октября 1941 года в бригаде имелось 58 танков: КВ — 4, Т-34 — 22, Т-60 — 22, Т-26 — 9, БТ — 1.

## Участие в боевых действиях

### На подольском направлении
В конце октября-начале ноября 1941 года в состав Западного фронта были включены 4-я, 5-я, 23-я, 24-я, 25-я, 27-я, 28-я и 32-я танковые бригады, 27-й и 125-й отдельные танковые батальоны. Но одновременно 11-я, 17-я, 18-я и 19-я танковые бригады были выведены в резерв фронта на доукомплектование. Командующий фронтом Г. К. Жуков требовал от командиров жалеть танки и не распылять их. В частности, в шифровке командующему 43-й армии Военный совет фронта предупреждал:

Учтите, если Вы также не будете жалеть танки, как не жалели их сегодня, бросая в лоб на противотанковую оборону и от этой бригады (24 танковая бригада) ничего не останется, как не осталось и от хорошей 9-й бригады.
— Жуков, Булганин.
24-я танковая бригада была переброшена на Подольское направление, которое с конца октября прикрывала 9-я танковая бригада, держа оборону на рубеже реки Истья, и обеспечивая основным силам 43-й армии занятие рубежа обороны по реке Нара. 24 октября в районе Кресты-Бунчиха-Каменка-Чубарово (Жуковский район Калужской области) 24-я танковая бригада организовала прочную противотанковую оборону в районе реки Нара. Все танки бригады были поставлены в засады группами по 2-3 машины, между ними установлена телефонная связь. Впереди танковых засад танкисты оборудовали полосу противотанковых препятствий, находящихся под огнём танков. Таким образом, все вероятные направления появления немецких танков контролировались огнём танков и противотанковой артиллерии бригады.
На 28 октября 1941 года в 24-й танковой бригаде Западного фронта находилось 58 танков, в том числе: 4 КВ-1, 22 Т-34, 1 БТ, 9 Т-26, 22 Т-60.
Немецкие войска предприняли несколько лобовых атак на позиции бригады. Ценой больших потерь им удалось потеснить части 24-й танковой бригады, но не удалось прорвать её оборону. В первых числах ноября оборона 43-й армии была на этом участке стабилизирована.
4 ноября 1941 года в состав бригады включён 49-й отдельный танковый батальон, как 134-й отдельный танковый батальон.
Во второй половине ноября противник не вёл активных действий на центральном участке Западного фронта. Однако наличие здесь значительных сил противника (пять армейских и один танковый корпус) вынуждало советское командование держать достаточно сил для отражения возможного наступления противника. Танковые части располагались в противотанковых опорных пунктах совместно с артиллерией и стрелковыми дивизиями. 24-я танковая бригада (в составе 43-й армии) обороняла район Каменки на Малоярославецком шоссе методом танковых засад.
На 16 ноября 1941 года в бригаде (33-я армия, Западный фронт) находилось 37 танков, в том числе: 3 КВ-1, 11 Т-34, 23 лёгких танка. Танки в количестве от одной до трёх машин располагались в глубине обороны и на переднем крае в засадах. Засады строились в два эшелона: первый эшелон засад составляли танки 24-й танковой бригады. Во втором эшелоне находились танки 9-й танковой бригады. Ширина полосы обороны составляла 11 км.
На этом направлении против частей 43-й армии действовал немецкий 57-й танковый корпус. Советский танковый заслон был подвижным, маневрировал в зависимости от обстановки, как по фронту, так и в глубину. Отразив атаки танков противника огнём из засад, ударная группа контратаковала и вынуждала противника переходить к обороне. По оценке российского историка М. В. Коломийца, метод применения танков в составе опорных противотанковых пунктов, системой засад в сочетании с контратаками достиг в ноябре 1941 года своего совершенства в исполнении 20-й, 24-й, 26-й, 9-й танковых бригад и 27-го отдельного танкового батальона.
Одновременно, 43-я армия создавала систему заграждений путём затопления местности, постройки противотанковых препятствий, дотов и дзотов. На главных направлениях подготавливались вторые полосы обороны. Это позволило высвободить часть танковых бригад с центра на фланги Западного фронта, где противник наносил главные удары. Так, в конце ноября на фланги фронта были последовательно переброшены 19-я, 24-я, 25-я, 31-я, 145-я, 19-я танковые бригады и 112-я танковая дивизия. 27 ноября 24-я танковая бригада сосредоточилась в районе Гульнево, Шихово, Медведково (Дмитровский район Московской области).

### На солнечногорском направлении
В конце ноября 1941 года на солнечногорском направлении в связи с выдвижением немецкой 2-й танковой дивизии в район Холмы, Льялово и Клушино возникла угроза дальнейшего продвижения противника из этих районов в направлении Химки и Красная Поляна. Для её ликвидации командование Западного фронта создало сводную группу войск под командованием генерал-майора танковых войск Ф. Т. Ремизова. В её состав, помимо 24-й танковой бригады, были включены 282-й стрелковый полк 119-й стрелковой дивизии, 1-й отдельный кавалерийский полк, 39-й пушечный артиллерийский полк, 509-й полк ПТО и 145-я танковая бригада (последние были переброшены из 5-й армии; а стрелковый полк 119-й сд — из 31-й армии Калининского фронта).
Вечером 28 ноября части группы перешли в наступление с рубежа Озерецкое, Поярково, Льялово в направлении на Холмы. Однако из-за сильного огня противника с северного берега реки Клязьма, наступление успеха не имело, и советские части были вынуждены отойти на исходные позиции. На следующий день 1-му отдельному кавалерийскому полку удалось выбить противника из Льялово, но восстановить полностью положение в этом районе частям группы не удалось.
29 ноября 24-я танковая бригада вела бой на Рогачёвском шоссе с прорвавшимися танками противника в районе Рождествено-Дмитровка. При этом противник прорвал оборону и вышел на штаб бригады, который удалось спасти от разгрома. 30 ноября противник предпринял комбинированный удар авиацией и танками по частям бригады, отошедшим в деревню Глазово.
К концу ноября натиск противника на стыке между 16-й и З0-й армиями был отбит активными действиями 24-й, 31-й и 145-й танковых бригад и частями группы генерала Лизюкова, стабилизировавших оборону по каналу имени Москвы южнее Икша и рубежу реки Клязьма на участке Поярково, Клушино и Льялово. В тяжёлых оборонительных боях 28-30 ноября более сотни солдат и офицеров бригады были убиты или пропали без вести.
2 декабря части 16-й армии вели ожесточённые бои с пехотой и танками противника. 24-я и 31-я танковые бригады заняли оборону в районе Саморядово.
После боёв конца ноября, принимались срочные меры по пополнению 24-й танковой бригады отремонтированными во фронтовых мастерских танками. Уже 3 декабря танкисты бригады поддерживали наступление моряков 64-й морской стрелковой бригады, которые освободили деревню Кузяево, расположенную в двух километрах от села Белый Раст. Село Белый Раст было превращено немцами в сильный опорный пункт, который обороняли более полка 23-й пехотной дивизии при поддержке танков, артиллерии и миномётов. 4 декабря начался штурм села Белый Раст, которое несколько раз переходило из рук в руки. В ночь с 4 на 5 декабря неожиданной атакой 24-й и 31-й танковых бригад посёлок был занят. Противник потерял подбитыми 11 танков, 6 бронеавтомобилей, 12 автомашин и до роты пехоты. Завершающим был наиболее тяжёлый бой на рассвете 8 декабря, после которого село было окончательно освобождено.
Только один зенитный дивизион бригады за период боёв с 22 октября по 5 декабря 1941 года сбил 16 немецких самолётов различных типов. Участвуя в боях с пехотой (в составе 43-й и 16-й армий), дивизион уничтожил 5 огневых точек и до взвода пехоты противника.
С 22 октября 1941 года 24-я танковая бригада прошла от Подольска до реки Нара, затем от Тарутино до деревни Каменская, 25 ноября 1941 года совершила марш от д. Каменка через Подольск и Москву на Рогачёвское направление под Дмитров. В декабре 1941 года вела наступательные бои на Волоколамском направлении в деревнях Белый Раст, Красная Поляна, Никольское, Рождествено, Нудоль-Шорино и других, освобождала города Солнечногорск и Волоколамск.

### На переформировании и в резервеЗападного фронта
На основании приказов Западного фронта № 0024 от 30 января 1942 г. и 20-й армии № 005 от 20 февраля 1942 г., бригада была в полном составе выведена в распоряжение Главного автобронетанкового управления РККА на переформирование и доукомплектование и сосредоточена и расквартирована 7 февраля 1942 г. в районе станции «Лось». При этом, по меньшей мере часть командирского состава, подготовленного на танки Т34, была направлена в Сталинградский Автобронетанковый Центр на укомплектование танковых частей вошедших в состав формируемого в мае 1942 года 13 танкового корпуса. Переформируемая в Московском Автобронетанковом Центре 24 танковая бригада перевооружена на танки КВ. Штаб бригады размещался в клубе Метрогородка, рота управления, рота обслуживания, медсанвзвод, мотострелковый батальон размещались в жилых бараках Метрогородка. Танковые батальоны, противотанковая батарея, зенитная батарея и другие подразделения — в районе станций «Лосиноостровская» и «Перловская».
20 апреля 1942 года бригада вошла в состав 5-го танкового корпуса, сформированного в Московской области.

### Участие воперации «Марс»
В ноябре-декабре 1942 года 24-я танковая бригада в составе 5-го танкового корпуса участвовала во Второй Ржевско-Сычёвской операции (операция «Марс»). 11 декабря 1942 года 5-й танковый корпус начал наступление в юго-западном направлении, пытаясь прорвать рубеж обороны противника между Подосиновкой и Жеребцово, с целью выхода в район Помельницы, Харино, Бородино западнее железной дороги Вязьма-Ржев. 24-я и 41-я танковые бригады совместно со 2-м мотострелковым батальоном 5-й мотострелковой бригады (подполковник Г. Г. Скрипка) повели наступление на Подосиновку, которую с северо-восточного направления штурмовали части 243-й стрелковой дивизии. За 12 декабря в 24-й танковой бригаде потеряно 4 танка КВ и 4 танка Т-70, 13 декабря — ещё 2 КВ. В дальнейшем ожесточённые бои велись в районе деревень Жеребцово и Подосиновка, которые несколько десятков раз переходили из рук в руки, в результате чего район боёв за них получил название «Долина смерти». После двух безуспешных попыток взять эти населённые пункты, состоявшихся 11 и 12 декабря, по устному распоряжению командира 5-го танкового корпуса оставшийся личный состав мотострелково-пулемётного батальона бригады был передан 5-й мотострелковой бригаде, а сама 24-я танковая бригада вошла в оперативное подчинение 379-й стрелковой дивизии. Однако замысел усилить стрелковую дивизию танками не удался, наступление на Жеребцово и Подосиновику захлебнулось, и с 8.00 утра 19 декабря 1942 г. обескровленная бригада была выведена на переформирование.

### Дальнейший боевой путь
В декабре 1943 года 24-я танковая бригада в составе 5-го танкового корпуса принимала участие в Городокской операции. Поддерживала действия 47-й стрелковой дивизии (полковник Г. И. Чернов) 4-й ударной армии.
В июле 1944 года 24-я танковая бригада в составе 5-го танкового корпуса принимала участие в Режицко-Двинской операции. После первых суток боёв к 11 июля была полностью прорвана фронтовая линия немецкой обороны: войска продвинулись на 10-15 километров, а передовые группы — свыше 20 километров. Немецкое командование начало поспешно отводить части 389-й, 87-й, 24-й пехотных дивизий с рубежа рек Нища и Дрисса на северо-запад.
С целью развития успеха на этом направлении командующий 2-го Прибалтийского фронта генерал-полковник А. И. Ерёменко решил ввести в образовавшийся прорыв фронтовой резерв — основные силы 5-го танкового корпуса. Согласно отчёту 5-го танкового корпуса, «…предварительным решением командира корпуса было намечено: 24 ТБР с частями усиления совместно с 29 СД 100 СК прорвать оборону противника на участке Вожане-Горбули и действуя в общем направлении Запалишки, м. Росица овладеть М.Пустыня. В последующем, действуя в направлении Гейби, Мягланы, ударом с северо-востока совместно с 41 и 70 ТБР овладеть г. Краслава.» Из отчёта 24 ТБР, «…в момент получения сигнала выхода в прорыв задача изменилась на Дагда через Асуни и до личного состава из-за отсутствия времени доведена не была…» По итогам трёх дней боёв, действия корпуса на данном направлении были признаны штабом фронта бесперспективными, и 21 июля корпус, совершив 25 км марш, сосредоточился в исходном районе Скайиста Сейкали, Воини для совместного наступления с 4-й ударной армией на участке озеро Дзидза-Эззерс — озеро Волкона с целью прорыва обороны противника, перерезать шоссе Двинск-Резекне на участке Малиновка и последующим ударом с северо-востока овладеть городом Двинск (ныне Даугавпилс, Латвия).
22 июля 1944 года, продолжая наступать за 41-й танковой бригадой, танкисты 24-й танковой бригады вышли в район Берёзовка, имея 14 танков Т-34. Ещё 10 танков Т-34 отстало в пути из-за технических неисправностей. Потерь в матчасти и личном составе от огня противника бригада не имела. В 10:00 в местечке Лиэль-Трули 2-й танковый батальон был встречен огнём трёх «Фердинандов» и двух зенитных установок из района Лейкуми, и, потеряв один танк сгоревшим, отошёл в кустарник западнее Лиэль-Трули, откуда вёл огневой бой с самоходными установками противника. По немецким данным, в районе Лиэль-Трули 290-я пехотная дивизия располагала 912-й бригадой штурмовых орудий, а также 2-й ротой 909-й бригадой штурмовых орудий, которые совместно с подошедшими шестью «Тиграми» немецкого танкиста-аса лейтенанта Ганса Бёльтера (502-й тяжёлый танковый батальон) вели бой с советскими танками. По немецким данным, здесь были уничтожены 6 танков Т-34 и несколько грузовиков с противотанковыми орудиями.

## В составе
Периоды вхождения в состав Действующей армии:
- с 21.10.1941 по 05.02.1942;
- с 01.05.1942 по 13.08.1943;
- с 31.10.1943 по 14.11.1944.

| Дата          | Корпус              | Армия             | Фронт (военный округ)                |
| ------------- | ------------------- | ----------------- | ------------------------------------ |
| на 01.10.1941 | -                   | -                 | Московский военный округ             |
| на 01.11.1941 | -                   | 43-я армия        | Западный фронт                       |
| на 01.12.1941 | -                   | -                 | Западный фронт                       |
| на 01.01.1942 | -                   | 20-я армия        | Западный фронт                       |
| на 01.02.1942 | -                   | 20-я армия        | Западный фронт                       |
| на 01.03.1942 | -                   | -                 | Московский военный округ             |
| на 01.04.1942 | -                   | -                 | Московский военный округ             |
| на 01.05.1942 | 5-й танковый корпус | -                 | Западный фронт                       |
| на 01.06.1942 | 5-й танковый корпус | -                 | Западный фронт                       |
| на 01.07.1942 | 5-й танковый корпус | -                 | Западный фронт                       |
| на 01.08.1942 | 5-й танковый корпус | -                 | Западный фронт                       |
| на 01.09.1942 | 5-й танковый корпус | 33-я армия        | Западный фронт                       |
| на 01.10.1942 | 5-й танковый корпус | -                 | Западный фронт                       |
| на 01.11.1942 | 5-й танковый корпус | -                 | Западный фронт                       |
| на 01.12.1942 | 5-й танковый корпус | -                 | Западный фронт                       |
| на 01.01.1943 | 5-й танковый корпус | -                 | Западный фронт                       |
| на 01.02.1943 | 5-й танковый корпус | -                 | Западный фронт                       |
| на 01.03.1943 | 5-й танковый корпус | -                 | Западный фронт                       |
| на 01.04.1943 | 5-й танковый корпус | -                 | Западный фронт                       |
| на 01.05.1943 | 5-й танковый корпус | -                 | Западный фронт                       |
| на 01.06.1943 | 5-й танковый корпус | -                 | Западный фронт                       |
| на 01.07.1943 | 5-й танковый корпус | -                 | Западный фронт                       |
| на 01.08.1943 | 5-й танковый корпус | -                 | Брянский фронт                       |
| на 01.09.1943 | 5-й танковый корпус | -                 | Московский военный округ             |
| на 01.10.1943 | 5-й танковый корпус | -                 | Московский военный округ             |
| на 01.11.1943 | 5-й танковый корпус | -                 | 2-й Прибалтийский фронт              |
| на 01.12.1943 | 5-й танковый корпус | 4-я ударная армия | 1-й Прибалтийский фронт              |
| на 01.01.1944 | 5-й танковый корпус | 4-я ударная армия | 1-й Прибалтийский фронт              |
| на 01.02.1944 | 5-й танковый корпус | 4-я ударная армия | 1-й Прибалтийский фронт              |
| на 01.03.1944 | 5-й танковый корпус | -                 | 1-й Прибалтийский фронт              |
| на 01.04.1944 | 5-й танковый корпус | -                 | 1-й Прибалтийский фронт              |
| на 01.05.1944 | 5-й танковый корпус | -                 | 2-й Прибалтийский фронт              |
| на 01.06.1944 | 5-й танковый корпус | -                 | 2-й Прибалтийский фронт              |
| на 01.07.1944 | 5-й танковый корпус | -                 | 2-й Прибалтийский фронт              |
| на 01.08.1944 | 5-й танковый корпус | -                 | 2-й Прибалтийский фронт              |
| на 01.09.1944 | 5-й танковый корпус | -                 | 2-й Прибалтийский фронт              |
| на 01.10.1944 | 5-й танковый корпус | -                 | 2-й Прибалтийский фронт              |
| на 01.11.1944 | 5-й танковый корпус | -                 | 2-й Прибалтийский фронт              |
| на 01.12.1944 | 5-й танковый корпус | -                 | Белорусский военный округ            |
| на 01.01.1945 | 5-й танковый корпус | -                 | Белорусско-литовский военный округ   |
| на 01.02.1945 | 5-й танковый корпус | -                 | Белорусско-литовский военный округ   |
| на 01.03.1945 | 5-й танковый корпус | -                 | Белорусско-литовский военный округ   |
| на 01.04.1945 | 5-й танковый корпус | -                 | Резерв Верховного Главнокомандования |
| на 01.05.1945 | 5-й танковый корпус | -                 | Резерв Верховного Главнокомандования |

## Командование бригады

### Командиры бригады
- Зелинский, Василий Петрович (10.10.1941 — 15.03.1942), полковник;
- Сытник, Владимир Владимирович (16.03.1942 — 17.07.1943), полковник (убит 18.08.1943);
- Бородавкин, Василий Константинович (18.07.1943 — 25.05.1944), полковник;
- Давиденко, Василий Антонович (26.05.1944 — 19.07.1944), подполковник;
- Никитин, Сергей Игнатьевич(20.07.1944 — 27.07.1944), подполковник;
- Пузырёв, Вячеслав Алексеевич (01.08.1944 — 23.09.1944), подполковник;
- Галант, Овсей Иосифович (24.09.1944 — 05.10.1944), подполковник;
- Пузырёв, Вячеслав Алексеевич (06.10.1944 — 10.06.1945), подполковник[27]

### Военные комиссары, с 9.10.1942 — заместители командира бригады по политической части
- Романов Сергей Кириллович (10.10.1941 — 26.06.1942), старший батальонный комиссар;
- Фомин Николай Иванович (26.06.1942 — 16.06.1943), старший батальонный комиссар, с 6.12.1942 подполковник[28]

### Начальники штаба бригады
- Сапожников Георгий Яковлевич (10.10.1941 — 04.1942), майор;
- Казаков Пётр Фёдорович (04.1942 — 10.1943), майор;
- Никитин Василий Антонович (10.1943 — 07.1944), подполковник;
- Мазаев Фёдор Александрович (08.1944 — 10.06.1945), подполковник[29]

### Начальники политотдела, с 06.1943 он же заместитель командира по политической части
- Захарченко Илья Фёдорович (10.10.1941 — 01.03.1942), батальонный комиссар;
- Штейнбук, Гирш Лейбович (01.03.1942 — 16.06.1943), старший батальонный комиссар, с 6.12.1942 подполковник;
- Махначев, Георгий Александрович (16.06.1943 — 14.07.1944), майор, с 13.08.1943 подполковник;
- Тукмаков, Борис Филиппович (14.07.1944 — 19.09.1944), подполковник;
- Козловский, Леонид Иосифович (19.09.1944 — 14.07.1945), подполковник[28]

### Заместители командира
- Сериков, Михаил Георгиевич (сентябрь—28.10.1941), полковник (28.10.1941 ранен).

## Отличившиеся воины бригады
Герои Советского Союза:
| № | Фото | Фамилия Имя Отчество годы жизни                  | Должность                            | Звание   | Дата Указа | Обстоятельства подвига |
| - | ---- | ------------------------------------------------ | ------------------------------------ | -------- | ---------- | --- |
| 1 |      | Лазарев Николай Иванович (18.7.1926 — 28.1.1998) | автоматчик моторизованного батальона | ефрейтор | 5.5.1990   | За мужество и героизм, проявленные в борьбе с немецко-фашистскими захватчиками в Великой Отечественной войне 1941—1945 годов. |

## Награды
| Награда (наименование)    | Дата награждения                                                           | За что награждена |
| ------------------------- | -------------------------------------------------------------------------- | --- |
| Орден Красного Знамени    | награждена указом Президиума Верховного Совета СССР от 9 августа 1944 года | за образцовое выполнение заданий командования в боях с немецкими захватчиками, за овладение городами Даугавпилс (Двинск) и Резекне (Режица) и проявленные при этом доблесть и мужество |
| Орден Суворова II степени | награждена указом Президиума Верховного Совета СССР от 3 ноября 1944 года  | за образцовое выполнение заданий командования в боях с немецкими захватчиками, за овладение городом Рига и проявленные при этом доблесть и мужество                                    |

## Память
На братской могиле в центре села Белый Раст установлен мемориал морякам-тихоокеанцам 64-й морской стрелковой бригаде и танкистам 24-й танковой бригады. Первоначально здесь были захоронены останки моряков, погибших в боях за село Белый Раст. На могиле был установлен памятник, который в 1960-е годы был заменён на новый, сохранивший флотскую атрибутику первого: муляжи флотских бескозырок с надписью на лентах «Тихоокеанский флот» и тяжёлый флотский якорь у подножия. Впоследствии к нему ветераны-танкисты 24-й танковой бригады добавили секцию танковых траков.
В музее «Боевой путь 5-го Двинского танкового корпуса» (Центр образования № 1099, улица Ротерта д.5) представлены карты, маршруты, портреты солдат, письма и другие предметы, относящиеся к 24-й танковой бригаде.
- У деревни Каменка на реке Нара сражались воинские части 43-й армии Западного фронта, включая 24-ю танковую бригаду.
- Памятник на братской могиле солдат и офицеров 64-й отдельной морской стрелковой и 24-й танковой бригад в селе Белый Раст.
- Мемориальная стена в селе Белый Раст.